# Lázár Edit
Lázár Edit, álnevei: Nilgesz Edit, Váradi Erika, (Nagyvárad, 1942. január 25. –) romániai magyar újságíró, szerkesztő, Román Győző felesége.

## Életútja
Szülővárosában érettségizett (1956), a Ștefan Gheorghiu Főiskola filozófia-szociológia-politológia szakán egyetemi oklevelet szerzett (1975). Államvizsga-témája: a szakmai és társadalmi mobilitás Kovászna megyében. Pályáját riporterként kezdte, majd az Előre szerkesztője, rovatvezetője, osztályvezetője (1962–83). Huszár Sándor eltávolítása után A Hét főszerkesztője, 1983. november 1-től 1989. december 22-ig. Jegyzi a TETT számait és A Hét Évkönyveit: Időfaggató (1984); Értelmes utazás (1985); Szemünk fénye (1986); Az ősz harmóniája (1987) és Hódító divatok (1989). A folytatólag megjelenő A Hét munkatársa 1990-től. Külső munkatársa volt az 1993–96 közt megjelent székelyudvarhelyi Pulzusnak és szerkesztette a bukaresti Orient Expresst.
Első írását az Előre közölte (1961). Társadalmi riportjai az Ifjúmunkás, Falvak Dolgozó Népe, Igaz Szó, Dolgozó Nő hasábjain is megjelentek. Írással szerepelt Az Előre Kiskönyvtára két gyűjteményes kiadványában (Ide besüt a nap, 1975; Öt világrész utasai, 1975), valamint a Jelzések c. publicisztikai gyűjteményben (1988).

## Társasági tagság
- A Magyar Újságírók Romániai Egyesülete (MÚRE) tagja

## Művei
- Reinhart Erzsébet-Mária, Lázár Edit, Román Győző (szerk.) Magyar-román szótár, Bukarest,  Carocom, 2005
- Lázár Edit, Román Győző (szerk.) Román-magyar szótár, Bukarest,  Carocom, 2015